# To de Shepard

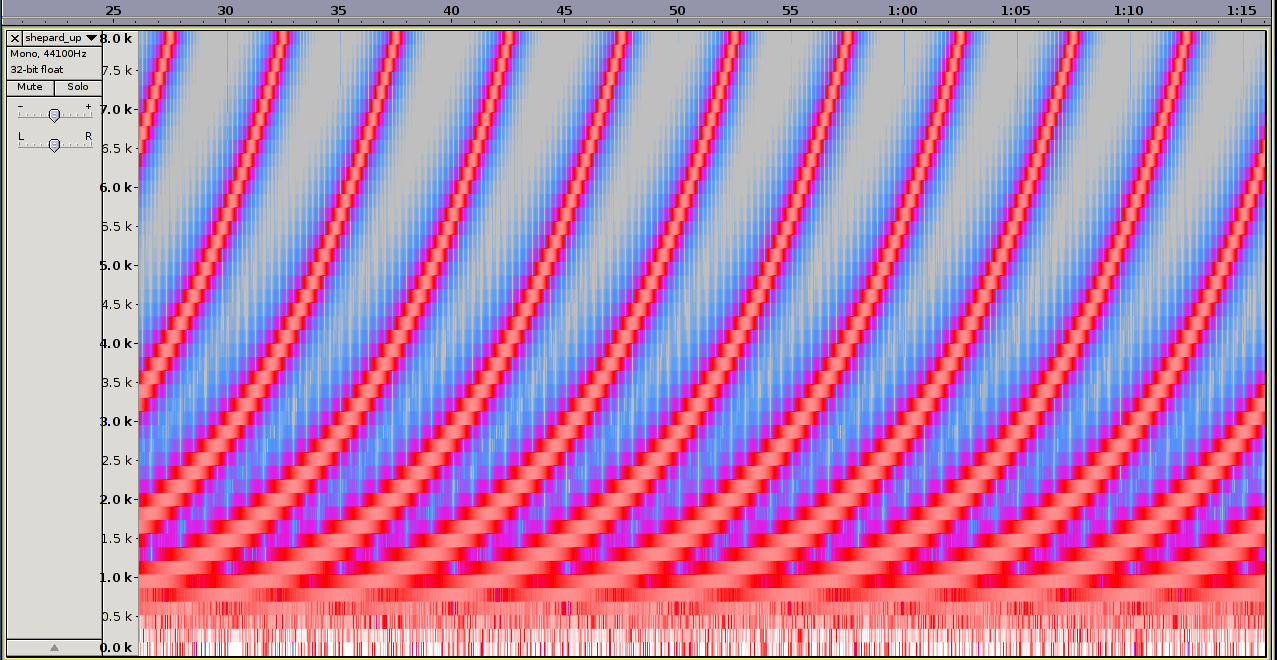
Espectrograma d'una escala de Shepard ascendent en una escala lineal de freqüència.

Un to de Shepard, anomenat segons el seu creador, Roger Shepard, es tracta d'un so complex generat electrònicament que consisteix en la superposició d'ones sinusoidals separades per octaves. Una escala musical formada per aquests tons es coneix com una escala de Shepard. Amb un moviment ascendent o descendent d'aquests tons s'aconsegueix la il·lusió auditiva d'una escala que puja o baixa contínuament.

## Construcció d'una escala de Shepard

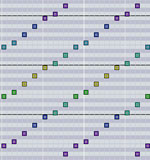
Figura 1: Tons de Shepard formant una escala de Shepard, il·lustrat en un seqüenciador.

Cada quadrat en la figura indica un to, i cada conjunt de quadrats basat en una alineació vertical formen junts un to de Shepard. El color de cada quadrat indica la intensitat de la nota: el color morat equival a la intensitat més baixa i el color verd a la més forta. Aquesta superposició de notes que es toquen al mateix temps se separen exactament per l'interval d'una octava, i cada escala apareix i s'esvaeix de manera que escoltar l'inici i el final de qualsevol escala és impossible.
Com a exemple conceptual d'una escala de Shepard cromàtica ascendent amb Do com a centre tonal, el primer to podria ser un Do₄ pràcticament inaudible i un Do₅ (una octava més agut) estrident. El següent seria un Do♯₄ lleugerament més fort i un Do♯₅ lleugerament més fluix, i després d'aquest trobariem un Re₄ encara més fort i un Re₅ més fluix, etc. Les dues freqüències tindrien la mateixa intensitat a la meitat de l'octava (Fa♯₄ i Fa♯₅), i el dotzè to seria un Si₄ fort i un Si₅ gairebé inaudible, amb l'addició d'un Si₃ també pràcticament inaudible. El tretzè to tornaria a ser el mateix que el primer, i el cicle continuaria indefinidament. En altres paraules, cada to consta de dues ones sinusoidals amb freqüències separades per octaves; la intensitat de cada equival, per exemple, a una funció de cosinus alçat de la separació en semitons d'una freqüència màxima, que en l'exemple superior seria Si₄. Segons Shepard, "(...) pràcticament qualsevol distribució suau que s'atenuï a nivells de subllindar a freqüències baixes i altes podria funcionar igual de bé com la corba de cosinus emprada".
La teoria darrere de la il·lusió es va demostrar durant un episodi del programa de televisió de la BBC Bang Goes The Theory, on l'efecte es va descriure com un "pal de barber musical".
L'escala descrita (amb passos discrets entre cada nota) es coneix com l'escala de Shepard discreta. La il·lusió és més convincent si les notes se separen per un curt silenci (staccato o marcato millor que legato o portamento).

## Variants

### Glissando Shepard-Risset
Jean-Claude Risset posteriorment idearà una versió de l'escala on els tons llisquen en un glissando continu, batejat com a escala Risset continua o glissando Shepard-Risset. Quan es realitza correctament, el to sembla pujar o baixar indefinidament, per molt que es retorni a la nota inicial. Risset també va crear un efecte similar jugant amb el ritme d'un loop, en el qual el tempo sembla incrementar o disminuir infinitament.

### Paradoxa del tríton
Dos tons de Shepard tocats de manera seqüencial i separats per l'interval d'un tríton (mitja octava) produeixen la paradoxa del tríton. Shepard va preveure que els dos tons constituirien una figura biestable (l'equivalent auditiu del cub de Necker), la qual es podria escoltar tant ascendent com descendent, però mai els dos alhora.
L'any 1986, Diana Deutsch va descobrir que la percepció de quin era el to més agut depenia de les freqüències absolutes involucrades, i que un individu usualment escoltaria el mateix to com el més agut (això és determinat pel to absolut de les notes). Curiosament, el to de Shepard designat com el més agut variava de persona a persona, depenent del llenguatge o dialecte de l'oient (Deutsch, Henthorn i Dolson van trobar que els parlants nadius del Vietnamita, un llenguatge tonal, van escoltar la paradoxa del tríton de manera diferent als Californians que parlaven l'Anglès com a llengua materna).

### Melodia perpètua
Pedro Patricio va observar l'any 2012 que utilitzant el to de Shepard com a font de so i aplicant-ho a una melodia es podia reproduir la il·lusió d'un moviment ascendent o descendent infinit propi de l'escala de Shepard. Independentment del tempo i de les qualitats de l'Envolvent acústic de les notes, la il·lusió auditiva es manté efectivament. L'ambigüitat de l'escala a la qual pertanyen els tons de Shepard permet als compositors experimentar amb melodies enganyoses i desconcertants.

## Exemples
- En un curtmetratge de l'any 1967 per Shepard i E. E. Zahac una escala de Shepard acompanya l'anàloga escala de Penrose.[10]
- Al final de la cançó Echoes de l'àlbum Meddle de Pink Floyd (1971) trobem una escala de Shepard que s'esvaeix amb el so de vent (en realitat soroll blanc processat a través d'una unitat d'eco a cinta).[11]
- Douglas Hofstadter va explicar en el seu llibre de 1980 Gödel, Escher, Bach: An Eternal Golden Braid com es podien utilitzar les escales de Shepard al Canon a 2, per tonos, a l'ofrena musical de Bach (anomenada com el Cànon ascendent infinit per Hofstadter[12]:10) per fer la modulació finalitzar en el mateix to en lloc d'una octava més alta.[12]:717–719
- L'any 1995, Ira Braus va argumentar que les darreres notes de l'obra de piano Bagatelle sans tonalité (composta l'any 1885 per Franz Liszt) es podrien continuar per produir una escala de Shepard mitjançant la tècnica de Hofstadter.[13]
- Al videojoc Super Mario 64 de la consola Nintendo 64 (1996) trobem una peça musical de fons que incorpora una escala de Shepard lleugerament modificada acompanyant al jugador quan aquest intenta pujar les escales sense fi de la penúltima habitació del castell de Peach. Aquesta il·lusió auditiva complementa l'efecte de bucle espacial que es troba programat en el joc creant la il·lusió que les escales mai s'acaben.[14]
- Al debut de l'àlbum F♯ A♯ ∞ de Godspeed You! Black Emperor de 1997, la cançó inicial The Dead Flag Blues té una secció principalment formada per sirenes de tornado que utilitzen els tons de Shephard per crear la seva atmosfera apocalíptica característica.
- El compositor austríac Georg Friedrich Haas incorpora l'escala de Shepard (al final, entre altres moments) a la seva experimental peça orquestral in vain (2000/02).[15]
- A la banda sonora de The Prestige de Christopher Nolan, composta per David Julyan, es va explorar el potencial dels tons Shepard com a base fonamental de les composicions, segons diu el director en una entrevista.[16]
- A la cançó del 2007 Man of a Million Faces de Stephin Merritt, composta per al Project Song de la NPR, el to de Shepard és un aspecte fonamental.[17]
- A la pel·lícula de 2008 The Dark Knight, i a la seva seqüela de 2012 The Dark Knight Rises, es van utilitzar els tons de Shepard per crear el so del Batpod, una motocicleta que els cineastes no volien que canviés de marxa i to bruscament, sinó que accelerés constantment.[18]
- També al film de 2017 Dunkerque s'utilitza una escala de Shepard, aquest cop per augmentar cada cop més la tensió i la intensitat d'un moment entre les diverses històries entrellaçades que trobem al film.[19]
- Al llargmetratge Zama (2017) de Lucrecia Martel trobem un ús extensiu dels tons Shepard creant un paisatge sonor "estrident i xisclant, per a tal d'aconseguir una proximitat amb l'espectador", segons diu la directora.[20]
- La cançó de 2018 Always Ascending de Franz Ferdinand de l'àlbum amb el mateix nom presenta una escala de Shepard creixent al llarg de tota la cançó. El videoclip de la cançó complementa l'efecte sonor, ja que la càmera ascendeix contínuament durant tot el metratge.[21]